# Rue Saint-Jacques (Montreal)

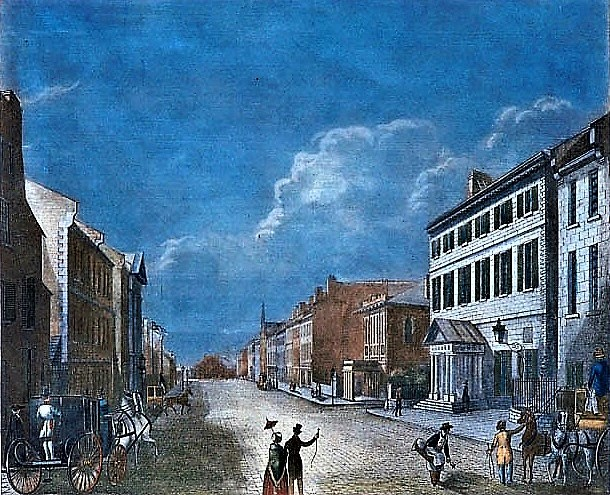
Rue Saint-Jacques (Gemälde von John Murray, 1843/44)

Die Rue Saint-Jacques (englisch Saint-Jacques Street, früher überwiegend St. James Street genannt) ist eine Straße in Montreal. Sie beginnt im Arrondissement Lachine an der Autoroute 20, führt durch den östlichen Teil des Stadtzentrums und endet nach 4,7 Kilometern in der Altstadt (Vieux-Montréal). Der östlichste Abschnitt der Rue Saint-Jacques war bis in die 1950er Jahre das wichtigste Finanzzentrum Kanadas.

## Geschichte

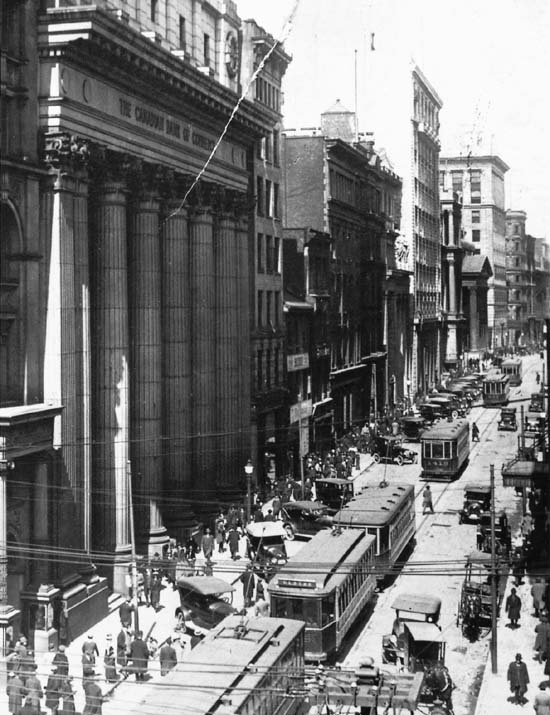
Reger Verkehr um 1920

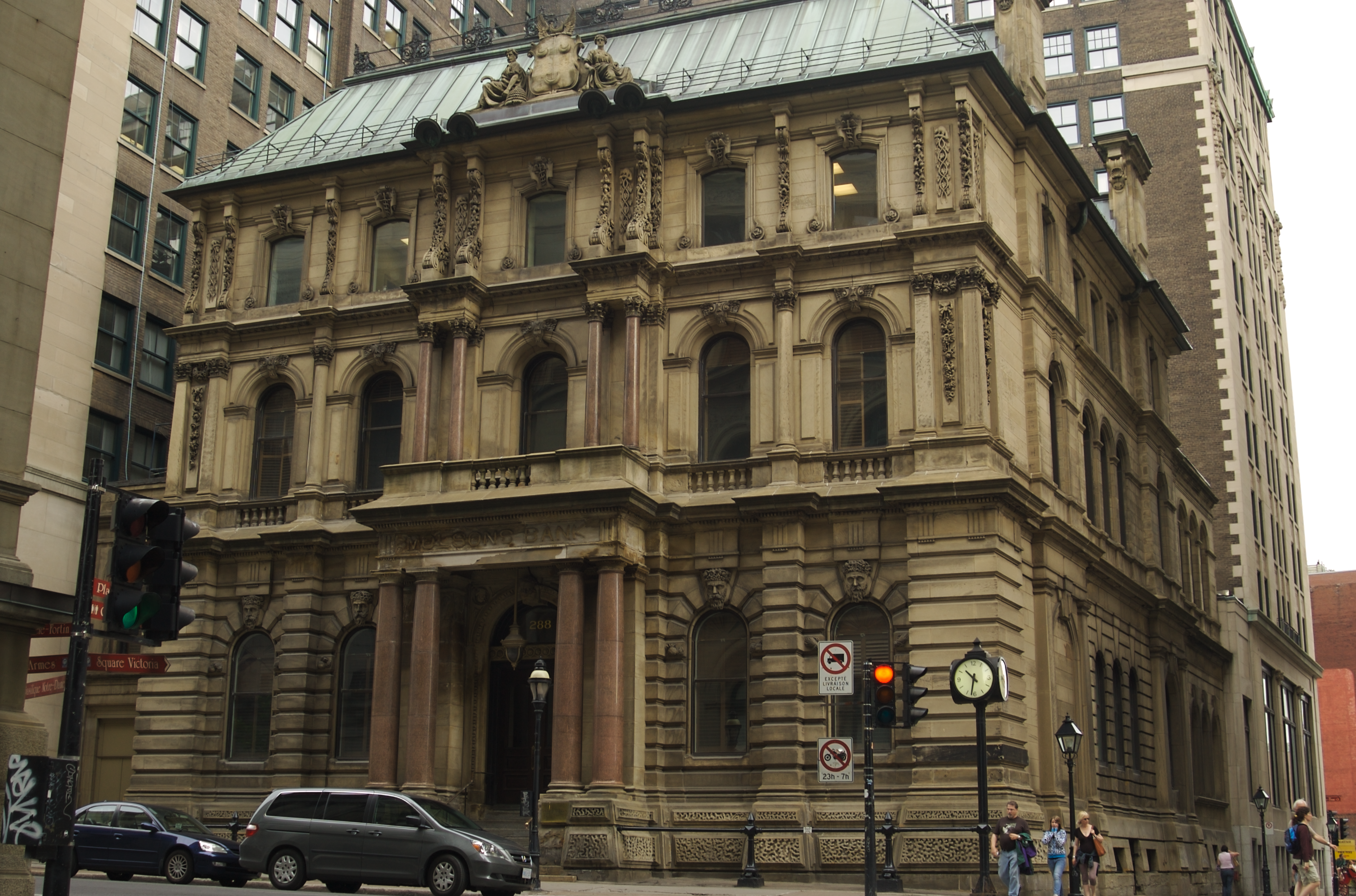
Ehemalige Molson Bank

François Dollier de Casson, der örtliche Vorsteher des Sulpizianerordens, vermaß 1672 zusammen mit dem Landvermesser Bénigne Basset ein neues verbindliches Straßenraster und legte die Namen der Straßen fest. Die Rue Saint-Jacques benannte er nach Jean-Jacques Olier, dem Begründer der Sulpizianer und der Société Notre-Dame de Montréal. Möglicherweise ist der Name auch von Jacques Archambault abgeleitet, einem der ersten Siedler in Montreal, über dessen Grundstück die Straße verlief.
In der zweiten Hälfte des 19. Jahrhunderts verlor die Rue Saint-Jacques endgültig ihren Charakter als Wohnviertel und wandelte sich zum Zentrum der kanadischen Finanzdienstleistungsbranche. Mehrere bedeutende Versicherungen und Banken errichteten an der Straße ihre Hauptsitze. Der Tour de la Banque Royale, der Hauptsitz der Royal Bank of Canada, war bei seiner Eröffnung im Jahr 1928 das höchste Gebäude im Britischen Weltreich. Ebenfalls hier vertreten waren hier unter anderem die Bank of Montreal und die Bank of Nova Scotia. Ein weiteres Element waren die Redaktionsräume verschiedener einflussreicher Zeitungen.
Ende der 1950er Jahre begann der Niedergang des Finanzplatzes an der Rue Saint-Jacques. Verschiedene Unternehmen zogen ins neue, westlich angrenzende Geschäftsviertel, in dem zahlreiche Wolkenkratzer entstanden. Andere zogen es vor, nach Toronto umzuziehen, wo sich die Bay Street zum neuen Zentrum der kanadischen Finanzdienstleistungsbranche entwickelte. Dieser Trend verstärkte sich nach 1976 während der Regierungszeit der separatistischen Parti Québécois.
Die Rue Saint-Jacques spielt eine Hauptrolle in Gabrielle Roys Roman Bonheur d’occasion von 1945, hier treffen die Hauptfiguren aus dem Kleine-Leute-Milieu zur Zeit des Zweiten Weltkriegs ständig aufeinander.

## Heutige Situation
Als Reaktion auf den markanten Bedeutungsverlust der Rue Saint-Jacques setzten die Stadt und das Kulturministerium der Provinz Québec ein Entwicklungsprogramm um und die Straße zog Unternehmen aus den Bereichen Kommunikation, Design und Kultur an. Mehrere ehemalige Bank- und Versicherungsgebäude wurden zu Luxushotels oder Appartementhäusern umgebaut. Daneben finden sich Bars, Restaurants, Boutiquen sowie die die Studios des Fernsehsenders V.

## Weitere Straßen
Im östlichen Teil verläuft die Rue Saint-Jacques parallel zur Rue Notre-Dame. Wichtige Querstraßen sind unter anderem die Rue Guy, die Rue Peel, die Rue University, die Rue McGill und der Boulevard Saint-Laurent.